# Stephanie Venier
Pour les articles homonymes, voir Venier.
Stephanie Venier, née le 19 décembre 1993 à Innsbruck (Autriche), est une skieuse alpine autrichienne dont la carrière débute en 2008 au niveau international. Elle s'est illustrée dans les disciplines de descente et de super-G. S. Venier fait ses débuts en Coupe du monde en 2013 et remporte sa première épreuve en 2019. Au cours de sa carrière, elle remporte une médaille d'argent en descente aux Championnats du monde 2017 et une médaille d'or en super-G aux Championnats du monde 2025. Elle prend part aux Jeux olympiques de 2018 mais ne réalise pas de performance et ne prend pas part aux Jeux olympiques de 2022 en raison d'une forte concurrence au sein de l'équipe d'Autriche.
En Coupe du monde, Stephanie Venier a pris le départ de plus de 150 courses. Elle a obtenu trois victoires et douze podiums, mais n'a jamais remporté de globe de cristal. Son meilleur résultat au classement général est un neuvième rang obtenu en 2019.

## Biographie
Son activité au haut niveau commence lors de la saison 2008-2009.
Elle fait ses débuts en Coupe du monde en janvier 2013 à Sankt Anton. Elle devient championne du monde junior de super G un mois plus tard au Québec et vice-championne en descente. Cet hiver, elle monte sur son premier podium en Coupe d'Europe en super G à Sella Nevea.
Elle marque ses premiers points à la fin de l'année 2013 dans un super G. Cette même année, elle est sacrée championne d'Autriche du super G.
Aux Championnats du monde junior 2014, à Jasná, elle remporte la médaille d'argent au super G.
La saison 2015-2016 est celle de son premier top 10 à l'arrivée de la descente de Lake Louise (10e). En janvier 2017, elle finit deuxième du super G de Garmisch-Partenkirchen, montant sur son premier podium de Coupe du monde à cette occasion. Elle est vice-championne du monde de descente à Saint-Moritz 2017, 40 centièmes derrière Ilka Štuhec et 5 centièmes devant Lindsey Vonn. En 2018, malgré aucun podium en Coupe du monde, elle est sélectionnée pour les Jeux olympiques à Pyeongchang, prenant part à la descente, qu'elle ne termine pas.
Lors de la Coupe du monde 2018-2019, le 27 janvier, Stephanie Venier s'adjuge la première victoire de sa carrière en remportant la descente de Garmisch-Partenkirchen avec 25/100e d'avance sur Sofia Goggia et plus d'une demi-seconde sur Kira Weidle. Aux Championnats du monde 2019, à Saint-Moritz, elle échoue au pied du podium (4e) en descente.
Durant la saison 2019-2020, Venier est cinquième mondiale en descente, terminant deux fois sur le podium en Coupe du monde avec des troisièmes places à Lake Louise et Crans Montana.
Cinq ans quasiment jour pour jour après son succès à Garmisch,  Stephanie Venier remporte une seconde victoire le 26 janvier 2024 lors de la descente de Cortina d'Ampezzo. Elle s'impose avec le dossard n°18 devant Lara Gut-Behrami à 39/100e, alors qu'une série de chutes (Mikaela Shiffrin, Federica Brignone, Michelle Gisin, Corinne Suter...) émaille la course.
Aux Championnats du monde de Saalbach-Hinterglemm le 6 février 2025, elle remporte la médaille d'or devant Federica Brignone en Super-G.,

## Palmarès

### Jeux olympiques
| Édition / Épreuve   | Descente         | Combiné alpin    |
| ------------------- | ---------------- | ---------------- |
| JO 2018 Pyeongchang | Abandon          | Non-partante     |
| JO 2022 Pékin       | Non sélectionnée | Non sélectionnée |

### Championnats du monde
| Épreuve / Édition                | Descente | Super G | Slalom géant | Slalom | Combiné par équipes | Par équipes |
| Mondiaux 2017 Saint-Moritz       | Argent   | 7e      | —            | —      | —                   | —           |
| Mondiaux 2019 Åre                | 4e       | Abandon | —            | —      | —                   | —           |
| Mondiaux 2021 Cortina d'Ampezzo  | —        | 20e     | —            | —      | —                   | —           |
| Mondiaux 2023 Courchevel-Méribel | 7e       | —       | —            | —      | —                   | —           |
| Mondiaux 2025 Saalbach           | —        | Or      | —            | —      | Bronze              | —           |

### Coupe du monde
- Meilleur classement général : 9e en 2019.
- 12 podiums (6 en descente et 6 en super G), dont 3 victoires.

#### Victoires
| Saison / Épreuve | Descente               | Super G       | Total |
| ---------------- | ---------------------- | ------------- | ----- |
| 2018-2019        | Garmisch-Partenkirchen |               | 1     |
| 2023-2024        | Cortina d'Ampezzo      | Crans Montana | 2     |
| Total            | 2                      | 1             | 3     |

#### Classements par saison
| Saison / Classement | Général | Général | Descente | Descente | Super G | Super G | Slalom géant | Slalom géant | Slalom | Slalom | Combiné | Combiné |
| Saison / Classement | Class.  | Points  | Class.   | Points   | Class.  | Points  | Class.       | Points       | Class. | Points | Class.  | Points  |
| ------------------- | ------- | ------- | -------- | -------- | ------- | ------- | ------------ | ------------ | ------ | ------ | ------- | ------- |
| 2014                | 98e     | 17      | -        | -        | 42e     | 13      | -            | -            | -      | -      | 27e     | 4       |
| 2015                | 101e    | 14      | 42e      | 6        | 46e     | 8       | -            | -            | -      | -      | -       | -       |
| 2016                | 46e     | 190     | 30e      | 49       | 17e     | 132     | -            | -            | -      | -      | 39e     | 9       |
| 2017                | 16e     | 434     | 12e      | 157      | 5e      | 255     | -            | -            | -      | -      | 28e     | 22      |
| 2018                | 27e     | 299     | 13e      | 173      | 19e     | 111     | -            | -            | -      | -      | 29e     | 15      |
| 2019                | 9e      | 528     | 2e       | 372      | 9e      | 156     | -            | -            | -      | -      | -       | -       |
| 2020                | 14e     | 438     | 7e       | 233      | 5e      | 205     | -            | -            | -      | -      | -       | -       |
| 2021                | 44e     | 133     | 21e      | 80       | 22e     | 53      | -            | -            | -      | -      | -       | -       |
| 2022                | 46e     | 170     | 22e      | 129      | 35e     | 41      | -            | -            | -      | -      | -       | -       |
| 2023                | 32e     | 276     | 22e      | 113      | 14e     | 163     | -            | -            | -      | -      | -       | -       |
| 2024                | 10e     | 726     | 4e       | 346      | 4e      | 380     | -            | -            | -      | -      | -       | -       |
| 2025                | -       | -       | -        | -        | -       | -       | -            | -            | -      | -      | -       | -       |

### Championnats du monde junior
- Québec 2013 :
  -  Médaille d'or en super G.
  -  Médaille d'argent en descente.
- Jasná 2014 :
  -  Médaille d'argent en super G.

### Coupe d'Europe
- 3e du classement de la descente en 2014.
- 2 podiums.

### Championnats d'Autriche
- Championne de super G en 2013.